# Pallacanestro Livorno 1984-1985

## Stagione
Nella stagione 1984-1985, la Pallacanestro Livorno, ha disputato il secondo campionato nazionale giungendo al quarto posto, venendo così promossa in A1. La Pielle guadagnò anche il diritto di partecipare ai Play-Off di A1 venendo eliminata al primo turno. In Coppa Italia, si fermò ai gironi eliminatori nonostante una buona prova. La sponsorizzazione era O.T.C.

## Roster
Rosa della squadra
|  | Naz.                   | Ruolo | Sportivo             |  |  |  |  |
|  | ---------------------- | ----- | -------------------- |  |  |  |  |
|  | Italia (bandiera)      |       | Massimiliano Aldi    |  |  |  |  |
|  | Italia (bandiera)      |       | Claudio Bonaccorsi   |  |  |  |  |
|  | Italia (bandiera)      |       | Roberto Creati       |  |  |  |  |
|  | Italia (bandiera)      |       | Giovanni Diana       |  |  |  |  |
|  | Italia (bandiera)      |       | Alessandro Goti      |  |  |  |  |
|  | Stati Uniti (bandiera) |       | Cedrick Hordges      |  |  |  |  |
|  | Italia (bandiera)      |       | Massimo Minto        |  |  |  |  |
|  | Italia (bandiera)      |       | Roberto Patrizi      |  |  |  |  |
|  | Stati Uniti (bandiera) |       | Anthony Teachey      |  |  |  |  |
|  | Italia (bandiera)      |       | Stefano Tosi         |  |  |  |  |
|  | Italia (bandiera)      |       | Letterario Visigalli |  |  |  |  |